# Godard Motemona Gibolum
Godard Motemona Gilbolum, né le 27 novembre 1956 à Léopoldville (désormais Kinshasa) au Congo belge, est un homme politique du Congo-Kinshasa.

## Biographie
Il est ministre des Transports, de la Jeunesse, des Sports et des Loisirs de la ville-province de Kinshasa, nommé par le gouverneur André Kimbuta, le 7 août 2017.
Godard Motemona Gilbolum est député national élu du district de Mont-Amba dans la ville-province de Kinshasa depuis 2018. Godard Motemona Gilbolum est élu sous l'étiquette du Parti du peuple pour la reconstruction et la démocratie (PPRD) du président Joseph Kabila. Il est vice-ministre des Mines dans le gouvernement Lukonde depuis le 12 avril 2021. Il est reconduit dans le gouvernement Suminwa formé en mai 2024.